# FC Hermannstadt
Asociația Fotbal Club Hermannstadt, cunoscut sub numele de FC Hermannstadt, sau pe scurt Hermannstadt, este un club profesionist de fotbal din Sibiu, România, ce evoluează în prezent în SuperLiga României.
Echipa a fost înființată în 2015.  Hermannstadt este numele german al orașului Sibiu.

## Istorie
Imediat după înființare FC Hermannstadt s-a înscris în Liga a IV-a. Echipa a terminat sezonul și s-a calificat în barajul pentru Liga a III-a. Sibienii au câștigat fără prea mari probleme, 6–1 la general cu formația gorjeană, CS Gilortul Târgu Cărbunești. Clubul a reușit să și câștige sezonul următor seria a V-a a și a promovat în divizia secundă.
FC Hermannstadt a jucat primul meci în Liga a II-a pe 5 august 2017, o victorie 3–0 pe teren propriu cu CS Balotești.
Pe 1 martie 2018, FC Hermannstadt a produs o surpriză, calificându-se în semifinalele Cupei României, eliminând vicecampioana FCSB cu scorul general de 3–0 în sferturi. Ulterior, a ajuns chiar în finală, eliminând și vecina de județ Gaz Metan Mediaș, dar a pierdut finala cu CS U Craiova cu scorul de 2–0.
După promovarea în prima ligă, din cauza unor lucrări de modernizare a Stadionului Municipal (Sibiu), echipa și-a desfășurat meciurile de pe teren propriu în anul 2018 pe Stadionul Trans-Sil din Târgu Mureș.
În 2019 echipa nu a mai putut omologa nici stadionul Trans-Sil, și s-a mutat pe Stadionul Nicolae Dobrin din Pitești. Ultimul meci jucat în exil a fost cel cu FC Voluntari în data de 19 aprilie 2019, după această dată lucrările de modernizare a stadionului Municipal din Sibiu au fost finalizate iar echipa a jucat din nou în fața propriilor spectatori. Mutarea pe teren propriu a venit într-un moment optim, deoarece echipa nu avea în acel moment nicio victorie în play-out și se îndrepta spre retrogradare. Punctele obținute apoi acasă cu FC Voluntari și Dinamo, precum și victoriile cu Concordia Chiajna și, în special, în ultimul meci cu FC Dunărea Călărași, câștigat dramatic în prelungiri, au ajutat însă pe Hermannstadt să obțină in extremis locul de baraj chiar în dauna adversarilor din ultima etapă. Obișnuită să joace toate meciurile în deplasare, FC Hermannstadt a obținut victoria decisivă, 2–0, în meciul tur al barajului, la Cluj, cu Universitatea, pentru ca în retur, deși a pierdut cu 1–0, să poată sărbători rămânerea în prima ligă.

## Palmares
- Cupa României
  -  Finaliști (2): 2017-2018, 2024-2025
- Liga a II-a
  - Vicecampioană (2): 2017-2018, 2021-2022
- Liga a III-a
  - Câștigătoare (1): 2016-2017
- Liga a IV-a Sibiu
  - Câștigătoare (1): 2015-2016

## Lotul actual
La 3 august 2025.
| Nr. |           | Poziție | Jucător            |
| --- | --------- | ------- | ------------------ |
|     | România   | A       | Dragoș Iancu⁠(d)    |
|     | Ghana     | F       | Nana Antwi⁠(d)      |
|     | România   | M       | Luca Mitrică⁠(d)    |
|     | România   | F       | Valerică Găman     |
|     | România   |         | Silviu Balaure     |
|     | România   | A       | Sergiu Buș         |
|     | Bulgaria  | M       | Antoni Ivanov      |
|     | România   | P       | Vlad Muțiu         |
|     | Luxemburg | F       | Vahid Selimovic⁠(d) |

| Nr. |         | Poziție | Jucător             |
| --- | ------- | ------- | ------------------- |
|     | România | M       | Aurelian Chițu      |
|     | România | F       | Tiberiu Căpușă      |
|     | România | P       | Cătălin Căbuz       |
|     | România | F       | Florin Bejan        |
|     | România | M       | Ionuț Biceanu⁠(d)    |
|     | România | F       | Ionuț Stoica⁠(d)     |
|     | România | P       | Ionuț Pop⁠(d)        |
|     | România | A       | Cristian Neguț⁠(d)   |
|     | România | F       | Alexandru Oroian⁠(d) |

### Jucători împrumutați
| Nr. |       | Poziție | Jucător                                     |
| --- | ----- | ------- | ------------------------------------------- |
|     | Ghana |         | Seydou Issah⁠(d) (la Metaloglobus București) |

| Nr. |         | Poziție | Jucător                                |
| --- | ------- | ------- | -------------------------------------- |
|     | România |         | Alexandru Jipa⁠(d) (la Gloria Buzău)    |
|     | România |         | Kevin Ciubotaru⁠(d) (la Unirea Ungheni) |

## Parcursul competițional
| Sezon   | Divizie            | Nivel | Poziție | Note         | Cupa României |
| ------- | ------------------ | ----- | ------- | ------------ | ------------- |
| 2025-26 | SuperLiga României | 1     | TBD     |              | TBD           |
| 2024–25 | SuperLiga României | 1     | 7       |              | Finala        |
| 2023–24 | SuperLiga României | 1     | 9       |              | Sferturi      |
| 2022–23 | SuperLiga României | 1     | 12      |              | Sferturi      |
| 2021–22 | Liga a II-a        | 2     | 2       | Promovată    | Optimi        |
| 2020–21 | Liga I             | 1     | 14      | Retrogradată | Șaisprezecimi |

| Sezon   | Divizie                    | Nivel | Poziție | Note                                           | Cupa României   |
| ------- | -------------------------- | ----- | ------- | ---------------------------------------------- | --------------- |
| 2019–20 | Liga I                     | 1     | 8       |                                                | Sferturi        |
| 2018–19 | Liga I                     | 1     | 12      | Câștigătoarea barajului de promovare/menținere | Sferturi        |
| 2017–18 | Liga a II-a                | 2     | 2       | Promovată                                      | Finala          |
| 2016–17 | Liga a III-a (Seria a V-a) | 3     | 1       | Promovată                                      | Nu a participat |
| 2015–16 | Liga a IV-a (SB)           | 4     | 1       | Promovată                                      |                 |